# Buda ayunando

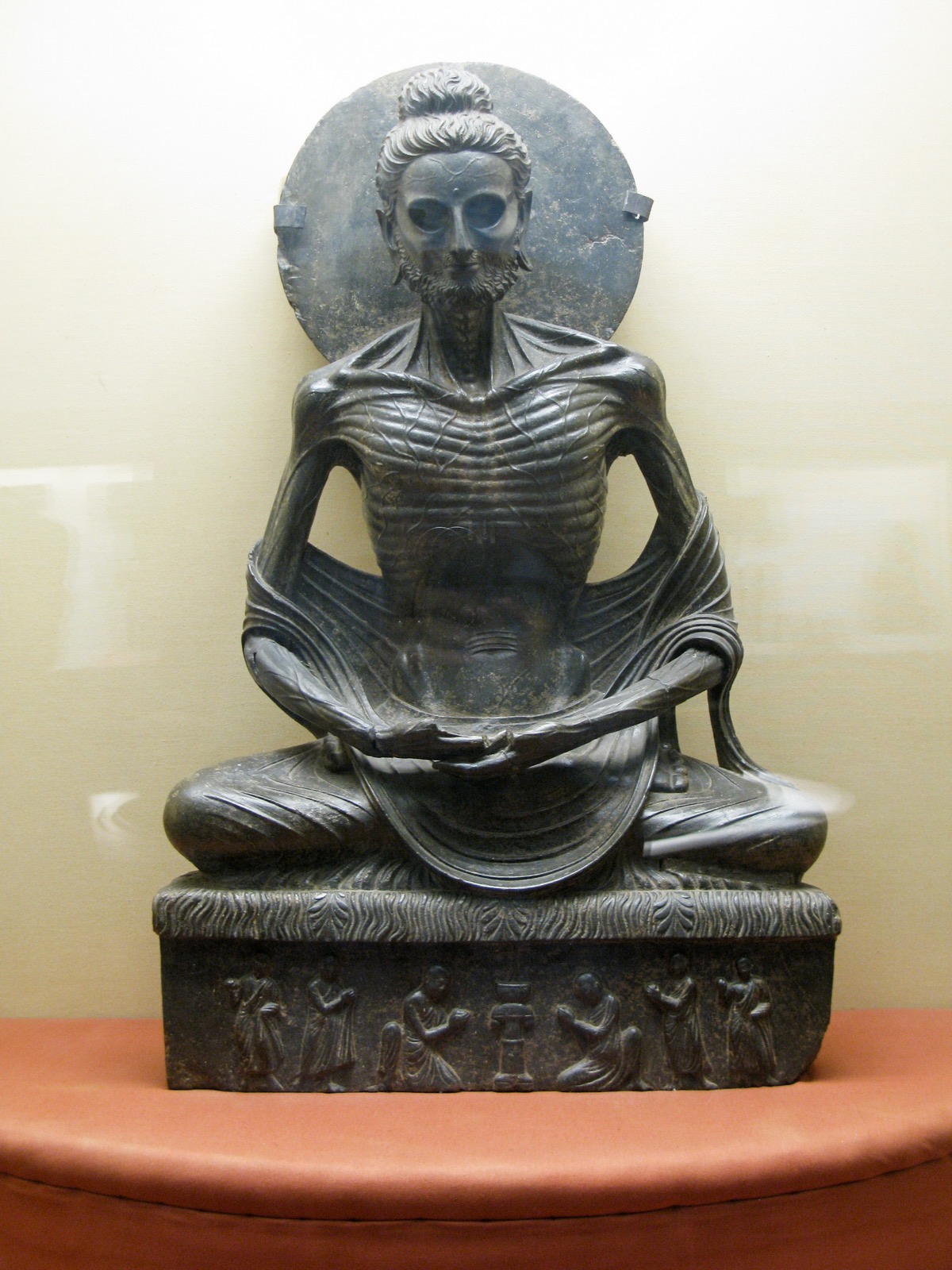
Buda ayunando, perteneciente al periodo de Gandhara. Museo de Lahore, Pakistán.

La figura conocida como Buda ayunando se encuentra en el Museo de Lahore en Pakistán. Se trata de una imagen perteneciente al periodo de Gandhara, es una de las muestras  más significativas del Arte greco-budista y está datada entre los siglos III y V d. C. Se trata de una imagen de piedra de esquisto azulada homogénea de grano muy fino. El tamaño de la figura es de 84 cm por 53 cm.
Se trata de una imagen que representa a Gautama Buda durante su meditación con un aspecto famélico. Tras renunciar a los placeres del mundo, Buda practicó una estricta práctica de mortificación y privación alimenticia. Llegó a estar esquelético a causa de no ingerir prácticamente ningún alimento, con excepción de una hoja o una nuez por día, por lo que sabiendo que iba a morir de continuar así decidió tomar el «camino medio». Es a partir de aquí cuando relaja su régimen ascético. 
La figura del Buda ayunando fue descubierta en 1894 por el coronel Harold Arthur Deane en Sikri (Peshawar, Pakistán). El valor artístico de la escultura radica en el detalle de las venas que atraviesan el torso profundamente anémico. La cara demacrada con ojos ostentosos y la silueta del cuello han sido cincelados con la máxima precisión. El estómago hundido le da a la figura una apariencia esquelética.
Tras su hallazgo la imagen ha permanecido en el Museo de Lahore, si bien ha sido objeto de polémica pues algunos expertos consideran que no está en las mejores condiciones de conservación. En 2014, resurgió esta polémica al presentar la figura algunos de los dedos de las manos dañados. Los responsables del museo argumentaron que la imagen se había dañado durante una limpieza tiempo atrás, pero fue reparada por el personal del laboratorio del museo como un objeto ordinario en lugar de ser tratada por métodos científicos de conservación.